# Matrimonio igualitario en los Estados Unidos
El matrimonio igualitario en los Estados Unidos es reconocido por el gobierno federal y todos los Estados desde el 26 de junio de 2015, tras la sentencia del caso Obergefell contra Hodges del Tribunal Supremo de los Estados Unidos que declaró que todos los Estados tienen obligación de conceder licencias de matrimonio a parejas del mismo sexo bajo la Decimocuarta Enmienda a la Constitución de los Estados Unidos. Antes de la sentencia, el matrimonio igualitario ya era reconocido por 37 Estados y la capital federal. Una investigación realizada en 2021 por Gallup, reveló que el 70% de los estadounidenses esta a favor del matrimonio homosexual.
Previamente, el 26 de junio de 2013 la Corte Suprema de los Estados Unidos derogó la Ley de Defensa del Matrimonio y la proposición 8 que prohibía los matrimonios entre personas del mismo sexo, volviendo a ser legal en el estado de California. Aunque anteriormente los matrimonios entre personas del mismo sexo habían sido legalizados en California entre el 16 de junio de 2008 y el 4 de noviembre de 2008, después de lo cual se aprobó la Proposición 8, que prohíbe estos matrimonios; a pesar de eso la proposición mantiene el reconocimiento de las uniones realizadas. En todos los estados, la legalización se ha alcanzado por sentencias judiciales, por vía legislativa, y a través de referéndums.
El movimiento social para obtener los derechos y las responsabilidades del matrimonio en los Estados Unidos para las parejas del mismo sexo comenzó temprano en la década de 1970. El tema se hizo prominente en la política estadounidense durante los 1990, especialmente una vez que el Congreso aprobó la Ley de Defensa del Matrimonio en 1996.
Durante la primera década del siglo XXI, la opinión pública para la legalización creció considerablemente, y las encuestas actuales muestran que la gran mayoría de los estadounidenses apoyan el matrimonio entre personas del mismo sexo.

## Estados que aprobaron el matrimonio igualitario antes deObergefell contra Hodges

Matrimonio igualitario
Legalidad del matrimonio entre personas del mismo sexo complicada
Fallo judicial contra la prohibición constitucional del matrimonio entre personas del mismo sexo se quedó pendiente de apelación
Matrimonio prohibido constitucionalmente

|       | Estado           | Población (Estimaciones de 2013)              | Fecha de legalización                         | Entrada en vigor                              | Método de legislación |                                               |
| ----- | ---------------- | --------------------------------------------- | --------------------------------------------- | --------------------------------------------- | --- | --------------------------------------------- |
| 1.    | Massachusetts    | 6 692 824                                     | 18 de agosto de 2003                          | 17 de mayo de 2004                            | Aprobada por la Corte Suprema tras fallo de Goodridge vs. Departamento de SP |                                               |
| 2.    | California       | 38 332 521                                    | 15 de mayo de 2008                            | 16 de junio de 2008                           | Aprobada por la Corte Suprema de California tras el fallo de in re Marriage Cases. El matrimonio entre personas del mismo sexo fue permitido hasta la Proposición 8 (5 de noviembre de 2008). En el caso Perry contra Schwarzenegger, que fue declarada inconstitucional y la Corte Suprema de los Estados Unidos que, de conformidad con numerosos casos precedentes bien establecidos. Los matrimonios del mismo sexo se reanudaron el 28 de junio de 2013. |                                               |
| 2.    | California       | 38 332 521                                    | 26 de junio de 2013                           | 28 de junio de 2013                           | Aprobada por la Corte Suprema de California tras el fallo de in re Marriage Cases. El matrimonio entre personas del mismo sexo fue permitido hasta la Proposición 8 (5 de noviembre de 2008). En el caso Perry contra Schwarzenegger, que fue declarada inconstitucional y la Corte Suprema de los Estados Unidos que, de conformidad con numerosos casos precedentes bien establecidos. Los matrimonios del mismo sexo se reanudaron el 28 de junio de 2013. |                                               |
| 3.    | Connecticut      | 3 596 080                                     | 10 de octubre de 2008                         | 12 de noviembre de 2008                       | Aprobada por la Corte Suprema tras el fallo de Kerrigan vs. Comisionado de SP |                                               |
| 4.    | Iowa             | 3 090 416                                     | 3 de abril de 2009                            | 27 de abril de 2009                           | Aprobada por la Corte Suprema de Iowa tras el fallo de Varnum contra Brien |                                               |
| 5.    | Vermont          | 626 630                                       | 7 de abril de 2009                            | 1 de septiembre de 2009                       | Aprobado por la Asamblea General de Vermont (veto del Gobernador Douglas) |                                               |
| 6.    | N. Hampshire     | 1 323 459                                     | 3 de junio de 2009                            | 1 de enero de 2010                            | Aprobado por la Corte General de Nuevo Hampshire |                                               |
| -     | D. C.            | 646 449                                       | 18 de diciembre de 2009                       | 9 de marzo de 2010                            | Aprobado por el Consejo del Distrito de Columbia |                                               |
| 7.    | Nueva York       | 19 651 127                                    | 24 de junio de 2011                           | 24 de julio de 2011                           | Aprobado por la Legislatura Estatal de Nueva York (Ley de Igualdad en el Matrimonio) |                                               |
| 8.    | Washington       | 6 971 406                                     | 6 de noviembre de 2012                        | 6 de diciembre de 2012                        | Aprobado por la Legislatura Estatal; y por los votantes en el Referéndum 74 |                                               |
| 9.    | Maine            | 1 328 302                                     | 6 de noviembre de 2012                        | 29 de diciembre de 2012                       | Aprobado por la Legislatura de Maine; derogado por los votantes en la Pregunta 1 (2009); a su vez derogada en la Pregunta 1 (2012) |                                               |
| 10.   | Maryland         | 5 928 814                                     | 6 de noviembre de 2012                        | 1 de enero de 2013                            | Aprobado por la Asamblea General de Maryland; aprobado por votantes en la Pregunta 6 |                                               |
| 11.   | Rhode Island     | 1 051 111                                     | 2 de mayo de 2013                             | 1 de agosto de 2013                           | Aprobado por la Asamblea General de Rhode Island |                                               |
| 12.   | Delaware         | 925 749                                       | 7 de mayo de 2013                             | 1 de julio de 2013                            | Aprobado por la Asamblea General de Delaware |                                               |
| 13.   | Minnesota        | 5 420 380                                     | 14 de mayo de 2013                            | 1 de agosto de 2013                           | Aprobado por la Legislatura de Minnesota |                                               |
| 14.   | Nueva Jersey     | 8 899 339                                     | 27 de septiembre de 2013                      | 21 de octubre de 2013                         | |                                               |
| 15.   | Hawái            | 1 404 354                                     | 13 de noviembre de 2013                       | 2 de diciembre de 2013                        | Aprobado por la Legislatura de Hawái en joluuuu |                                               |
| 16.   | Illinois         | 12 882 135                                    | 20 de noviembre de 2013                       | 1 de junio de 2014                            | Aprobado por la Legislatura de Illinois |                                               |
| 17.   | Nuevo México     | 2 085 287                                     | 19 de diciembre de 2013                       | 19 de diciembre de 2013                       | Aprobada por la Corte Suprema de Nuevo México |                                               |
| 18.   | Oregón           | 3 930 065                                     | 19 de mayo de 2014                            | 19 de mayo de 2014                            | Aprobado por el Tribunal del Distrito en el caso Rummel and West contra Kitzhaber |                                               |
| 19.   | Pensilvania      | 12 773 801                                    | 20 de mayo de 2014                            | 20 de mayo de 2014                            | Aprobado por el Tribunal del Distrito en el caso Whitewood contra Wolf |                                               |
| 20.   | Utah             | 2 900 872                                     | 25 de junio de 2014                           | 6 de octubre de 2014                          | Aprobada por la Corte Suprema |                                               |
| 21.   | Oklahoma         | 3 814 820                                     | 18 de julio de 2014                           | 6 de octubre de 2014                          | Aprobada por la Corte Suprema |                                               |
| 22.   | Virginia         | 8 260 000                                     | 28 de julio de 2014                           | 6 de octubre de 2014                          | Aprobado por el Tribunal del Distrito en el caso Bostic vs Schaefer |                                               |
| 23.   | Wisconsin        | 5 742 713                                     | 4 de septiembre de 2014                       | 6 de octubre de 2014                          | Aprobada por la Corte Suprema |                                               |
| 24.   | Indiana          | 6 570 902                                     | 4 de septiembre de 2014                       | 6 de octubre de 2014                          | Aprobada por la Corte Suprema |                                               |
| 25.   | Colorado         | 5 270 000                                     | 23 de julio de 2014                           | 7 de octubre de 2014                          | Aprobado por el Tribunal del Distrito en el caso Burns vs Hickenlooper |                                               |
| 26.   | Nevada           | 2 790 136                                     | 7 de octubre de 2014                          | 9 de octubre de 2014                          | Aprobada por la Corte Suprema |                                               |
| 27.   | Idaho            | 1 612 136                                     | 7 de octubre de 2014                          | 15 de octubre de 2014                         | Aprobada por la Corte Suprema |                                               |
| 28.   | Virginia Occ.    | 1 854 304                                     | 9 de octubre de 2014                          | 9 de octubre de 2014                          | Aprobada por la Corte Suprema |                                               |
| 29.   | Carolina del N.  | 9 848 060                                     | 10 de octubre de 2014                         | 10 de octubre de 2014                         | Aprobada por la Corte Suprema |                                               |
| 30.   | Alaska           | 735 132                                       | 12 de octubre de 2014                         | 17 de octubre de 2014                         | Aprobada por la Corte Suprema |                                               |
| 31.   | Arizona          | 6 626 624                                     | 17 de octubre de 2014                         | 17 de octubre de 2014                         | Aprobada por la Corte Suprema |                                               |
| 32.   | Wyoming          | 582 658                                       | 17 de octubre de 2014                         | 21 de octubre de 2014                         | Aprobada por la Corte Suprema |                                               |
| 33.   | Carolina del Sur | 4 826 821                                     | 12 de noviembre de 2014                       | 20 de noviembre de 2014                       | Aprobada por la Corte Suprema |                                               |
| 34.   | Montana          | 1 015 165                                     | 19 de noviembre de 2014                       | 19 de noviembre de 2014                       | Aprobada por la Corte Suprema |                                               |
| 35.   | Florida          | 19 893 297                                    | 21 de agosto de 2014                          | 6 de enero de 2015                            | Aprobada por la Corte Suprema |                                               |
| Total | Total            | 221.434.635 (69,4% de la población de EE.UU.) | 221.434.635 (69,4% de la población de EE.UU.) | 221.434.635 (69,4% de la población de EE.UU.) | 221.434.635 (69,4% de la población de EE.UU.) | 221.434.635 (69,4% de la población de EE.UU.) |

## Polémicas legales

### Ley federal
Las polémicas legales que rodean al matrimonio entre personas del mismo sexo en los Estados Unidos se complican con el sistema federal de gobierno que tiene la nación. Tradicionalmente, antes de 1996 el Gobierno Federal no intentó establecer su propia definición de matrimonio; cualquier matrimonio reconocido por un estado era reconocido por el Gobierno Federal, aunque ese matrimonio no estuviese reconocido por uno o más estados (como en el caso del matrimonio interracial antes de 1967, cuando aún había estados con leyes contra el mestizaje). Con la aprobación de la Ley de Defensa del Matrimonio (DOMA) en 1996, sin embargo, el matrimonio fue explícitamente definido como la unión de un hombre y una mujer para propósitos de la ley federal. Por lo tanto, ninguna ley o agencia del Gobierno Federal de los Estados Unidos reconocía el matrimonio entre personas del mismo sexo.
La DOMA ha sido impugnada en los tribunales federales, y el 8 de julio de 2010, el Juez Joseph Tauro de la Corte de Distrito de Massachusetts, sostuvo que la denegación de los derechos y beneficios federales, de las parejas legalmente casadas en Massachusetts, bajo la DOMA, es inconstitucional en virtud de la Décima Enmienda a la Constitución de los EE. UU. Esta sentencia se encuentra actualmente en una estancia, y afecta a los residentes que residen del distrito federal de Massachusetts si la suspensión es levantada. Si la decisión es apelada, la sentencia podría aplicarse en otros lugares en los EE. UU. Por el momento, ningún acto o agencia del gobierno federal, excepto en el estado de Massachusetts si la estancia se levanta, puede reconocer matrimonios entre personas del mismo sexo.
De acuerdo con la Oficina de Contabilidad General del Gobierno Federal de los Estados Unidos, más de 1.138 derechos y protecciones son conferidos a los ciudadanos estadounidenses casados a través del Gobierno Federal; las áreas afectadas incluyen los beneficios del Seguro Social, beneficios de veteranos, seguro médico, Medicaid, visita hospitalaria, impuestos a la propiedad, ahorros de retiro, pensiones, vacaciones familiares, herencia y leyes de inmigración.
No obstante, muchos de los aspectos de las leyes matrimoniales que afectan la vida cotidiana de los habitantes de los Estados Unidos son determinadas por los estados, no por el Gobierno Federal, y la Ley de Defensa del Matrimonio no impide que los estados individualmente definan el matrimonio como mejor entiendan. De hecho, muchos académicos de derecho[¿quién?] creen que el Gobierno Federal no puede imponer una definición del matrimonio por encima de las leyes de todos los estados a través de legislación.
La Corte Suprema de los Estados Unidos, en 1972 rechazó Baker vs Nelson, un caso originario de Minnesota. La Ley de Defensa del Matrimonio, así como leyes sobre el matrimonio en 40 estados, podría verse afectada por el resultado de Hollingsworth vs Perry, un caso que cuestiona la validez de la Proposición 8 de California bajo la Constitución de los Estados Unidos. La Corte Suprema escuchó el caso de Proposición 8 el 26 de marzo, y de DOMA sección 3 el 27 de marzo de 2013.

### Ley estatal

Reconocimiento de parejas entre personas del mismo sexo en los Estados Unidos:
Matrimonio igualitario
Reconocimiento de matrimonios homosexuales extranjeros
sin reconocimiento (rayas: jurisdicción mixta)

El matrimonio igualitario se reconoce a nivel estatal, 32 estados (junto con el distrito de Columbia, y las tribus Coquille, Suquamish, y Odawa) han aprobado leyes que ofrecen matrimonios del mismo sexo: Massachusetts el 17 de mayo de 2004, Connecticut lo hizo el 12 de noviembre de 2008, Iowa el 27 de abril de 2009, Vermont el 1 de septiembre de 2009, Nuevo Hampshire el 1 de enero de 2010, el distrito de Columbia el 3 de marzo de 2010, Nueva York desde el 24 de julio de 2011, los estados de Maine, Maryland y Washington desde el 1 de enero de 2013, y Rhode Island a partir del 1 de agosto de 2013. En casi todos los estados, ha sido legalizado a través de la legislación o decisión judicial, excepto en los últimos tres, que fueron aprobados en referendos por voluntad popular. En 2009, Nueva Inglaterra tuvo un centro organizado para impulsar la legalización de los matrimonios entre personas del mismo sexo, y en 2013 lo complieron.
California lo mantuvo legal desde el 15 de mayo de 2008 hasta el 5 de noviembre del mismo año, tras la aprobación de la Proposición 8, una enmienda constitucional que prohibió este tipo de unión en este estado.
California, Colorado, Hawái, Illinois, Nevada, Nueva Jersey, Oregón, y Wisconsin han creado uniones legales, unos que son explícitamente definidas como ofrecedoras de todos los derechos y responsabilidades del matrimonio bajo la ley estatal (aunque no federal) a las parejas del mismo sexo, y otros que ofrecen solo algunos de los derechos y las responsabilidades del matrimonio bajo las leyes de esas jurisdicciones. Maryland, antes de permitir la realización de matrimonios entre personas del mismo sexo en sus fronteras, desde 2010 reconocía este tipo de matrimonios realizados en otros estados del país.
Algunos estados que reconocen las relaciones entre personas del mismo sexo también reconocen relaciones similares contraídas en otros estados, aunque esas relaciones no son reconocidas en estados que no tengan tal figura legal.
En contraste, 30 estados tienen enmiendas constitucionales que explícitamente prohíben el reconocimiento del matrimonio entre personas del mismo sexo, confinando el matrimonio civil a una unión legal entre un hombre y una mujer. 39 estados tienen estatutos restringiendo el matrimonio a dos personas del sexo opuesto, incluyendo algunos de aquellos que han creado reconocimiento legal para las uniones del mismo sexo bajo otros nombres que no son el "matrimonio". Otros 20 de estados prohíben cualquier reconocimiento legal de las uniones del mismo sexo que pueda ser equivalente al matrimonio civil. [cita requerida]
Los opositores al matrimonio entre personas del mismo sexo han intentado prevenir que los estados reconozcan individualmente tales uniones enmendando la Constitución de los Estados Unidos para definir el matrimonio como la unión entre un hombre y una mujer. En 2006, la Enmienda del Matrimonio Federal, la cual prohibiría que los estados reconozcan los matrimonios entre personas de un mismo sexo, fue aprobada por el Comité Judicial del Senado, controlado por el Partido Republicano, en una votación por línea partidista, y fue debatido en el pleno del Senado, pero al final fue derrotada en ambas cámaras del Congreso.
Massachusetts fue el primer estado de los Estados Unidos que extendió el matrimonio a las parejas del mismo sexo, el 18 de noviembre de 2003, por un fallo de la Corte Suprema estatal Judicial de Massachusetts.
El 15 de mayo de 2008 la Corte Suprema de California determinó que limitar el matrimonio solo entre "un hombre y una mujer" es inconstitucional, en efecto legalizando el matrimonio entre personas del mismo sexo en California. Citando a la Corte Suprema de California en la decisión Pérez v. Sharp de 1948, que revirtió la prohibición del matrimonio interracial, la determinación derogó (en una decisión 4-3, firmada por el Juez Presidente Ronald George) la ley californiana de 1977 de "un hombre, una mujer" y una ley similar aprobada por los electores en 2000 (ratificada 61%-39%). El juicio no es final a menos que ninguna apelación o moción se registre en los próximos 30 días; grupos religiosos conservadores han manifestado que solicitarán la suspensión de la decisión. Las estadísticas del censo para 2006 indican que California tiene un estimado de 108,734 de hogares dirigidos por parejas del mismo sexo. Los opositores al matrimonio entre personas del mismo sexo anunciaron, sin embargo, que hay recopilado 1 millón de firmas para plantear una enmienda constitucional en las elecciones de noviembre de 2008 para definir el matrimonio como la unión de un hombre y una mujer, para efectivamente anular la decisión. El 4 de noviembre de se sometió a referéndum en California la restricción el término matrimonio a la unión entre un hombre y una mujer que prohibía los matrimonios gays. La propuesta fue aprobada por un 52% a favor frente a un 47% en contra, que como todas las modificaciones constitucionales aprobadas en referéndum entró en vigor al día siguiente de la aprobación. Con ello se produjo un importante paso atrás en el reconocimiento de los derechos de los homosexuales, quedando pendiente de los tribunales si los matrimonios homosexuales producidos hasta la fecha son válidos.
El 12 de abril de 2007 el senado de Connecticut aprobó una ley que permitía el matrimonio igualitario. El 10 de octubre de 2008 el tribunal supremo del estado resolviendo un recurso estableció que no permitir llamarse matrimonio a la unión entre homosexuales era discriminatorio e iba contra la cláusula de protección de la igualdad de la Constitución del estado.
En Iowa, el 30 de agosto de 2007, el juez Robert Hanson, anuló temporalmente una ley que solo permitía el matrimonio entre un hombre y una mujer, para al día siguiente poner en suspenso la ejecución de su propia determinación.35 Las parejas que consiguieron casarse reclamaron ante la Corte Suprema de Iowa el reconocimiento de sus matrimonios que finalmente fue aprobado por la corte suprema del Estado el 3 de abril de 2009.
El 7 de abril de 2009, Vermont legalizó el matrimonio entre personas del mismo sexo. El Gobernador de Vermont había vetado previamente la medida, pero el veto fue anulado por la Legislatura. Vermont se convirtió así en el primer estado en los Estados Unidos en legalizar estas uniones por vía legislativa en lugar de litigio.
El 6 de mayo de 2009, el gobernador de Maine, John Baldacci, firmó una ley que legalizaba el matrimonio igualitario, convirtiéndose en el primer gobernador de un estado en hacerlo. Sin embargo, la legislación quedó pendiente de un voto y nunca entró en vigor. Fue derogada por un referéndum el 4 de noviembre de 2009.
El 3 de junio de 2009, Nueva Hampshire se convirtió en el sexto estado en legalizar el matrimonio entre personas del mismo sexo.
El 18 de diciembre de 2009, un proyecto de ley sobre los matrimonios entre personas del mismo sexo fue firmado por el alcalde del Distrito de Columbia, la ley entró en efecto el 3 de marzo de 2010.
El matrimonio entre personas del mismo sexo en el estado de Nueva York fue legalizado por el Senado Estatal de Nueva York el 24 de junio de 2011. La ley fue firmada por el gobernador de Nueva York el 24 de junio y entró en vigor el 24 de julio de 2011. Hasta el 13 de febrero de 2012, unas 2376 parejas del mismo sexo contrajeron matrimonio, lo que representa cerca del 7% del total de uniones.
En Washington, el 13 de febrero de 2012, el gobernador Chris Gregoire firmó una ley que instituye el matrimonio entre personas del mismo sexo en el estado a partir de junio de 2012, al menos que se prohíba en un referéndum en noviembre de 2012.
En Nuevo México los matrimonios del mismo sexo sí son legales a partir de diciembre de 2013.
En Nueva Jersey, la ley fue aprobada en febrero de 2012, pero no entró en vigor, ya que fue vetada por el gobernador, Cristopher Christie.

### Impacto de leyes extranjeras
La legalización de matrimonios del mismo sexo a través de todo Canadá ha levantado cuestionamientos sobre la ley estadounidense, debido a la proximidad de Canadá a los Estados Unidos y el hecho de que Canadá no tiene requisitos de residencia o ciudadanía para la expedición de certificados matrimoniales (a diferencia de otros estados que ha regulado el matrimonio entre personas del mismo sexo como Países Bajos, Bélgica o España). Canadá y los Estados Unidos tienen una historia de respetar los matrimonios contraídos en cualquiera de los dos países.
Inmediatamente después de la decisión de junio de 2003 que legalizó el matrimonio entre personas del mismo sexo en Ontario, un número de parejas estadounidenses se dirigieron o planificaron dirigirse a la provincia para casarse. Una coalición de organizaciones nacionales estadounidenses que luchan por los derechos gais publicó un pedido a las parejas para que éstas las contactaran antes de intentar cualquier reto legal, para que pudieran ser coordinados como parte del movimiento a favor del matrimonio entre personas del mismo sexo en los Estados Unidos.[cita requerida]

## Debate

### Apoyo

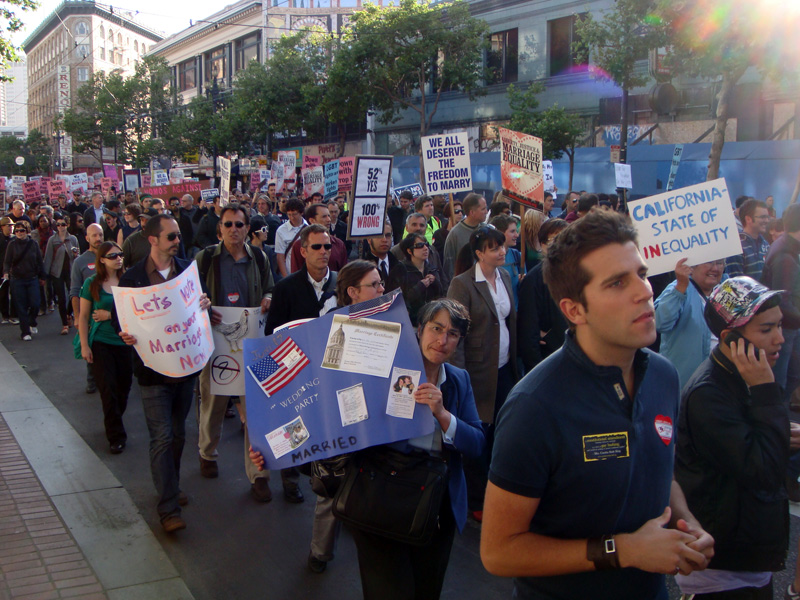
Manifestación a favor de la legalización de los matrimonios entre personas del mismo sexo. Mayo de 2009, San Francisco, California.

Los partidarios del matrimonio igualitario tienen varios argumentos a favor de su posición. Gail Mathabane compara las prohibiciones sobre el matrimonio en el pasado con las prohibiciones en los Estados Unidos sobre el matrimonio interracial. Fernando Espuelas sostiene que el matrimonio entre personas del mismo sexo se debe permitir, porque con él se extiende un derecho civil a un grupo minoritario. De acuerdo con la especialista en historia americana Nancy Cott "realmente no hay comparación, porque no hay nada de que sea como el matrimonio, excepto el matrimonio".
De acuerdo con las principales asociaciones de profesionales psicológicos, psiquiatras, médicos, trabajadores sociales de los Estados Unidos, la afirmación de que el reconocimiento legal del matrimonio para parejas del mismo sexo atenta contra la institución del matrimonio y daña a sus hijos, es incompatible con la evidencia científica que apoya la conclusión de que la homosexualidad es una expresión normal de la sexualidad humana que no se elige, que las personas gais y lesbianas pueden formar relaciones estables y comprometidas, que son equivalentes a las relaciones heterosexuales en aspectos esenciales, que las parejas del mismo sexo no son menos aptos que los padres heterosexuales para criar hijos, y sus hijos no son menos psicológicamente sanos y bien adaptados que los niños de los padres de sexo opuesto.
El cuerpo de investigación apoya fuertemente la conclusión, de que la discriminación del Gobierno Federal entre las parejas del mismo sexo casadas y las parejas del sexo opuesto, en la concesión injusta de beneficios estigmatiza a las parejas del mismo sexo. La investigación también contraviene los fundamentos basados en estereotipos que se expusieron para apoyar la aprobación de la DOMA, y que la cláusula de igual protección fue diseñada para prohibir.

### Oposición

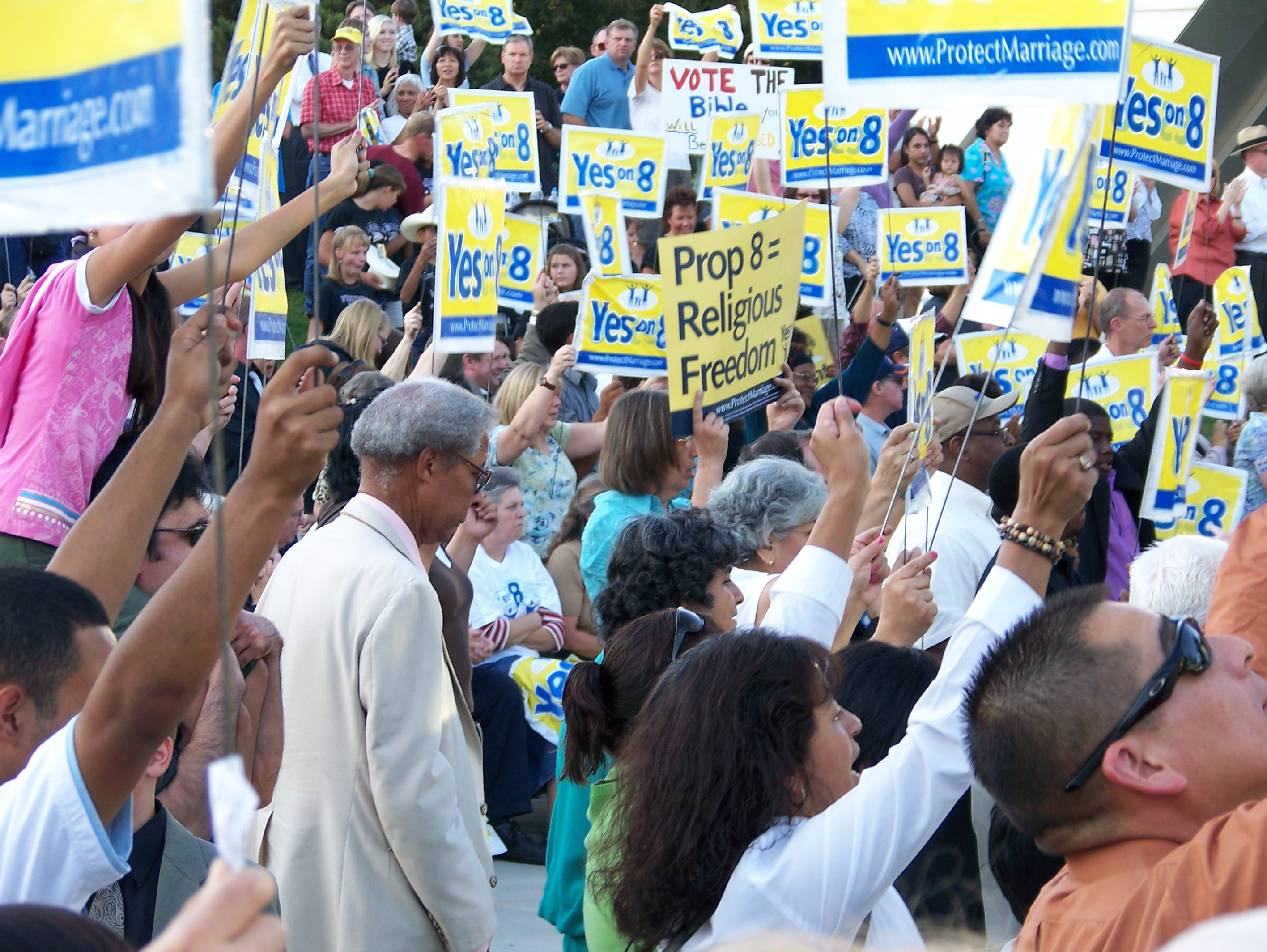
Manifestación a favor de la Proposición 8. Octubre de 2008, Fresno, California.

Opositores al matrimonio por parte de homosexuales en los Estados Unidos basan sus argumentos en cuestiones de crianza, preocupaciones religiosas, y la preocupación por una "pendiente resbaladiza" que conduce hacia otros cambios en la definición del matrimonio. La Convención Bautista del Sur dice que la ampliación de los derechos del matrimonio a parejas del mismo sexo debilitaría el propósito convencional de matrimonio. La Iglesia de Jesucristo de los Santos de los Últimos Días, la Conferencia Estadounidense de Obispos Católicos, y la National Organization for Marriage sostienen que los niños se crían mejor cuando son criados por una madre y un padre, y que la legalización del matrimonio entre personas del mismo sexo es, por tanto, contrario a los intereses de los niños.
Maggie Gallagher, de la National Organization for Marriage ha expresado su preocupación por el impacto de los matrimonios entre las personas del mismo sexo en la libertad religiosa y sobre la base de las obras de caridad religiosas en los Estados Unidos. Otros argumentos en contra del matrimonio homosexual se basan en las preocupaciones sobre una "pendiente resbaladiza" hacia la redefinición de otros la institución. Stanley Kurtz, de The Weekly Standard, ha escrito que el matrimonio homosexual que finalmente conduciría a la legalización de la poligamia y el poliamor, o el matrimonio grupal, en los Estados Unidos.
Por lejos, la táctica más exitosa para evitar la legalización del matrimonio entre personas del mismo sexo, ha sido la ayuda de los votantes para aplicar las prohibiciones constitucionales contra los mismos; o revertirlos y revocarlos después de que se lo concedió, como en los casos de California (Proposición 8) y Maine (2009). Los electores suelen ser influenciados por un aluvión de publicidad negativa, financiada y organizada por unas 527 organizaciones que aceptan donaciones anónimas en su gran mayoría, que permiten al donante obtener una deducción de impuestos, y pasarlos directamente o no compartirlos ante un comité de acción política. En enero de 2010 se emitió la sentencia el Caso Ciudadanos Unidos contra la Comisión de Elecciones Federales, favorable a la organización conservadora Citizens United, y, por tanto, a las donaciones particulares. En la misma línea, en 2012, dos jueces federales y el propio IRS descartaron que estas actividades sean cuestionables o ilegales. Sin embargo, ningún proceso de los donantes de la campaña de varios millones de dólares, había tomado tan tarde como en el ciclo electoral de 2012. En el estado de Washington, en febrero de 2012, una organización se comprometió a seguir adelante con el compromiso de gastar $ 250,000 para ayudar a derrotar a los senadores estatales republicanos que votaron a favor de un proyecto de ley para dar a las parejas del mismo sexo el derecho a casarse, en caso de que aspiraran a un nuevo cargo; esto a pesar de que en el estado de Washington hay límites de gasto en las donaciones.

## Opinión pública
Diversas encuestas llevadas a cabo durante las últimas dos décadas muestran un cada vez mayor apoyo a los matrimonios igualitarios. Una investigación realizada en 2018 por Gallup, reveló que el 67% de los estadounidenses esta a favor del matrimonio homosexual
El apoyo público ha crecido desde la década de 1990. En 1996, solo el 25% de los estadounidenses apoyaba la legalización. Las tendencias de votación en 2010 y 2011, mostraban un apoyo mayoritario para el matrimonio entre personas del mismo sexo, aunque la diferencia estaba dentro del límite de error del análisis.
El 20 de mayo de 2011, Gallup reportó un apoyo mayoritario para el matrimonios entre personas del mismo sexo por un margen que supera el margen de error del sondeo, con el 53% a favor frente al 45% en contra. Gallup midió un aumento de 9 puntos de apoyo, del 44% al 53%, lo que indica que el apoyo creció más rápido en 2011 que en cualquier año anterior. En junio de 2011, dos empresas encuestadoras prominentes publicaron un análisis de las nuevas tendencias en la opinión pública acerca del matrimonio del mismo sexo en los Estados Unidos, concluyendo que el apoyo público a la libertad de casarse se ha incrementado, a un ritmo acelerado, con la mayoría de las encuestas que muestran que la mayoría de los estadounidenses ahora son compatibles con todos los derechos de matrimonio para todos los estadounidenses.
En febrero y marzo de 2011, una encuesta del Pew Research Center encontró que el 45% de los adultos apoyan el matrimonio entre personas del mismo sexo, contra el 46% que estaba en contra, en comparación con otra encuesta de Pew Research Center de 2009, donde solo el 37% respaldó a matrimonios entre personas del mismo sexo mientras que el 54% se oponía.
Como viene siendo desde 1996, sigue existiendo una división partidista. En 2011, el 57% de los demócratas estaba a favor el reconocimiento legal de matrimonios entre personas mismo sexo, mientras que solo el 23% de los republicanos estuvieron de acuerdo. Los independientes (el 51% a favor) eran más similares a los demócratas que a los republicanos, en parte porque el 46% de los independientes de tendencia republicana apoyaba matrimonio entre personas mismo sexo, junto con el 58% de los independientes de tendencia demócrata.
En marzo, una encuesta de ABC News/Washington Post, mostró que la mayoría de los estadounidenses aprobaba matrimonio entre personas del mismo sexo.
En marzo de 2011, Democracy Corps realizó una encuesta entre 1000 posibles votantes para las elecciones de 2012 en 50 distritos electorales considerados campos de batalla políticos. Se preguntó a los encuestados que clasificaran según sus sentimientos sobre el tema del matrimonio entre personas del mismo sexo en una escala de 0 a 100, siendo 100 los sentimientos "más cálido" o favorable, y siendo 0 sentimientos "muy frío" o desfavorable. 42% estaban en el lado "frío" o desfavorable, y el 35% estaban en el lado "cálido" o favorable.
Una encuesta de investigación de CNN/Opinion lanzado en abril de 2011 indicó que más de la mitad de los estadounidenses creen que los matrimonios entre parejas gais o lesbianas deben ser legalmente válidos. La encuesta mostró que el apoyo entre el 64% de los demócratas y el 55% de los independientes, pero solo el 27% de los republicanos.

## Casos
Casos judiciales en los Estados Unidos relacionados con los derechos conyugales de parejas del mismo sexo:
- Baker v. Nelson, 191 N.W.2d 185 (Minnesota 1971) (defendiendo una ley que definía el matrimonio)
- Jones v. Hallahan, 501 S.W.2d 588 (Kentucky 1973) (defendiendo una ley que definía el matrimonio)
- Singer v. Hara, 522 P.2d 1187 (Washington App. 1974)
- Adams v. Howerton, 673 F.2d 1036 (9th Cir. 1982), cert. denied, 458 U.S. 1111 (afirmando que el matrimonio entre personas del mismo sexo no hace a uno un "cónyuge" en virtud de la Ley de Inmigración y Nacionalidad)
- De Santo v. Barnsley, 476 A.2d 952 (Pa. Super. Ct. 1984)
- In re Estate of Cooper, 564 N.Y.S.2d 684 (Nueva York Fam. Ct. 1990)
- Dean v. District of Columbia, 653 A.2d 307 (D.C. 1995)
- Storrs v. Holcomb, 645 N.Y.S.2d 286 (Nueva York App. Div. 1996) (Nueva York no reconoce o autoriza matrimonios entre personas del mismo sexo.)
- In re Estate of Hall, 707 N.E.2d 201, 206 (Illinois App. Ct. 1998) (Los matrimonios entre personas del mismo sexo no serán reconocidos; petitioner claiming existing same-sex marriage was not in a marriage recognized by law.)
- Baker v. State, 170 Vt. 194; 744 A.2d 864 (Vermont 1999) (Una cláusula de beneficios comunes de la constitución del estado requiere que a las parejas del mismo sexo se le concedan los mismos derechos legales que las personas casadas.)
- Rosengarten v. Downes, 806 A.2d 1066 (Conn. 2002) (El estado no reconocerá las uniones civiles en Vermont.)
- Burns v. Burns, 560 S.E.2d 47 (Ga. Ct. App. 2002) (Reconociendo el matrimonio como el realizado entre un hombre y una mujer.)
- Frandsen v. County of Brevard, 828 So. 2d 386 (Florida 2002) (La Constitución del Estado no será interpretada para reconocer matrimonios entre personas del mismo sexo; las clasificaciones sexuales no están sujetas a un estricto escrutinio en virtud de la Constitución de Florida.)
- In re Estate of Gardiner, 42 P.3d 120 (Kan. 2002) (Una mujer transexual no puede casarse con un hombre, porque esta persona sigue siendo un hombre a los ojos de la ley, y el matrimonio en Kansas se reconoce solo entre un hombre y una mujer.)
- Standhardt v. Superior Court ex rel. County of Maricopa, 77 P.3d 451 (Ariz. Ct. App. 2003) (no state constitution right to same-sex marriage.)
- Morrison v. Sadler, 2003 WL 23119998 (Ind. Super. Ct. 2003) (La Ley de defensa del matrimonio de Indiana es encontrada válida.)
- Goodridge v. Dept. of Public Health (Massachusetts Supreme Judicial Court, 2003) (La denegación de licencias de matrimonio a parejas del mismo sexo violaba las disposiciones de la Constitución del Estado no garantizando la libertad y la igualdad, y no era una relación racional con un interés legítimo del Estado.)
- Lewis v. Harris (New Jersey Supreme Court, 2006) (Nueva Jersey requiere extender todos los derechos y responsabilidades del matrimonio a las parejas del mismo sexo, pero prohibir el matrimonio entre personas del mismo sexo no viola la constitución del estado, la legislatura tiene 180 días a partir del 25 de octubre de 2006 para modificar las leyes sobre el matrimonio o crear una "estructura paralela".)
- Andersen v. King County (Washington Supreme Court, 2006) (La Ley de Defensa del matrimonio de Washington viola la constitución del estado.)
- Hernández v. Robles, 7 N.Y.3d 338 (New York Court of Appeals, 2006) (Los estatutos matrimoniales de Nueva York, no permiten matrimonios entre personas del mismo sexo y no son inconstitucionales).
- Conaway v. Deane, ___ A.2d. ___ (Md. 2007) (Sostiene una ley estatal que define el matrimonio como el realizado entre un "hombre" y una "mujer", stemming from n.º 44, Sept. Term 2006)
- Martínez v. County of Monroe (Nueva York, Corte Suprema de Justicia, División de Apelaciones, 2008) (La corte dictaminó por unanimidad que debido a que Nueva York reconoce legalmente los matrimonios de parejas del sexo opuesto fuera del estado, debe hacer lo mismo por las parejas del mismo sexo. (enlace roto disponible en Internet Archive; véase el historial, la primera versión y la última).)
- In re Marriage Cases (California Supreme Court, 2008) (El tribunal falló por 4 a 3 en que limitar el matrimonio a parejas del sexo opuesto no es válido en virtud de la cláusula de igual protección de la Constitución de California, y que los derechos matrimoniales plenos, no solamente una unión de hecho, se deberá ofrecer a las parejas del mismo sexo.)
- Varnum v. Brien, 763 N.W.2d 862, (Iowa. 2009) (El tribunal dictaminó por unanimidad, que exceptuar a parejas del mismo sexo del matrimonio, viola las disposiciones de protección de igualdad de la Constitución de Iowa. La igualdad de protección requiere un matrimonio completo, en lugar de uniones civiles u otro sustituto, para parejas del mismo sexo)
- Perry v. Schwarzenegger, 704 F. Supp. 2d 921 (N.D. Cal. 2010), (La Proposición 8 de California (2008) viola el derecho fundamental a contraer matrimonio bajo Loving v. Virginia, viola el debido proceso y las causas de igualdad de protección de la Decimocuarta Enmienda, e ilegalmente discrimina sobre la base de la orientación sexual. La Proposición 8 solo está condicionado por la animosidad contra parejas del mismo sexo, por lo tanto, no sobrevive una revisión de base racional y se prohíbe permanentemente a California de hacer cumplir la Proposición 8; la orden quedó pendiente de apelación ante el Tribunal del 9.º Circuito de EE. UU. de Apelaciones)
- Perry v. Brown, Slip Op. (9th Cir.), (Perry v Schwarzenegger afirmó, basándose en que en Romer v Evans que la retirada de la Proposición 8 de la designación de "matrimonio" a parejas del mismo sexo viola la cláusula de igual protección ya que no existe interés legítimo del gobierno para sostener una revisión de una base racional, por lo que solo está condicionado por la animosidad contra los gays y las lesbianas).

## Prohibiciones a nivel estadual contra el reconocimiento de parejas del mismo sexo
En los estados enumerados arriba, estas enmiendas y leyes han sido declaradas nulas por las cortes federales.
| Estado             | Iniciativa                                                                                 | Prohibición | Fecha              | A favor         | En contra       | Aprobada |
| ------------------ | ------------------------------------------------------------------------------------------ | --- | ------------------ | --------------- | --------------- | -------- |
| 1992:              |                                                                                            | |                    |                 |                 |          |
| Colorado           | Enmienda 2 (1992)                                                                          | Acceso a beneficio de leyes contra la homofobia, bifobia o transfobia.(Posteriormente anulada por Suprema Corte Federal). | Noviembre de 1992  | 53%             | 47%             | Sí       |
| 1998:              |                                                                                            | |                    |                 |                 |          |
| Alaska             | Referéndum 2 (1998)                                                                        | Matrimonio | Noviembre de 1998  | 68% (152,965)   | 32% (71,631)    | Sí       |
| Hawái              | Enmienda constitucional 2 (1998)(Posteriormente anulada por Suprema Corte Federal en 2014) | Matrimonio | Noviembre de 1998  | 69% (285,384)   | 31% (117,827)   | Sí       |
| 2000:              |                                                                                            | |                    |                 |                 |          |
| Nebraska           | Ley 416 (2000)                                                                             | Matrimonio y unión civil                                                                                                  | Noviembre de 2000  | 70% (450,073)   | 30% (189,555)   | Sí       |
| 2002:              |                                                                                            | |                    |                 |                 |          |
| Nevada             | Referéndum 2 (2002)                                                                        | Matrimonio | Noviembre de 2002  | 67% (337,183)   | 33% (164,555)   | Sí       |
| 2004:              |                                                                                            | |                    |                 |                 |          |
| Arkansas           | Enmienda constitucional 3 (2004)                                                           | Matrimonio y unión civil                                                                                                  | Noviembre de 2004  | 75% (753,770)   | 25% (251,914)   | Sí       |
| Georgia            | Enmienda constitucional 1 (2004)                                                           | Matrimonio y unión civil                                                                                                  | Noviembre de 2004  | 76% (2,454,912) | 24% (768,703)   | Sí       |
| Kentucky           | Enmienda constitucional 1 (2004)                                                           | Matrimonio y unión civil                                                                                                  | Noviembre de 2004  | 75% (1,222,125) | 25% (417,097)   | Sí       |
| Luisiana           | Enmienda constitucional 1 (2004)                                                           | Matrimonio y unión civil                                                                                                  | Septiembre de 2004 | 78% (618,928)   | 22% (177,103)   | Sí       |
| Míchigan           | Proposición estatal - 04-2 (2004)                                                          | Matrimonio y unión civil                                                                                                  | Noviembre de 2004  | 59% (2,698,077) | 41% (1,904,319) | Sí       |
| Misisipi           | Enmienda constitucional 1 (2004)                                                           | Matrimonio | Noviembre de 2004  | 86% (957,104)   | 14% (155,648)   | Sí       |
| Misuri             | Missouri Enmienda constitucional 2 (2004)                                                  | Matrimonio | Agosto de 2004     | 71% (1,055,771) | 29% (439,529)   | Sí       |
| Montana            | Iniciativa legislativa 96                                                                  | Matrimonio | Noviembre de 2004  | 67% (295,070)   | 33% (148,263)   | Sí       |
| Dakota del Norte   | Enmienda constitucional 1 (2004)                                                           | Matrimonio y unión civil                                                                                                  | Noviembre de 2004  | 73% (223,572)   | 27% (81,716)    | Sí       |
| Ohio               | Ley estatal 1 (2004)                                                                       | Matrimonio unión civil | Noviembre de 2004  | 62% (3,329,335) | 38% (2,065,462) | Sí       |
| Oklahoma           | Refrerendum 711 (2004)                                                                     | Matrimonio y unión civil                                                                                                  | Noviembre de 2004  | 76% (1,075,216) | 24% (347,303)   | Sí       |
| Oregón             | Referéndum 36 (2004)                                                                       | Matrimonio | Noviembre de 2004  | 57% (1,028,546) | 43% (787,556)   | Sí       |
| Utah               | Enmienda constitucional 3                                                                  | Matrimonio y unión civil                                                                                                  | Noviembre de 2004  | 66% (593,297)   | 34% (307,488)   | Sí       |
| 2005:              |                                                                                            | |                    |                 |                 |          |
| Kansas             | Proposición de enmienda 1 (2005)                                                           | Matrimonio y unión civil                                                                                                  | Abril de 2005      | 70% (414,106)   | 30% (178,018)   | Sí       |
| Texas              | Proposición 2 (2005)                                                                       | Matrimonio y unión civil                                                                                                  | Noviembre de 2005  | 76% (1,718,513) | 24% (536,052)   | Sí       |
| 2006:              |                                                                                            | |                    |                 |                 |          |
| Alabama            | Enmienda de santidad de matrimonio                                                         | Matrimonio y unión civil                                                                                                  | Junio de 2006      | 81% (734,746)   | 19% (170,399)   | Sí       |
| Arizona            | Proposición 107 (2006)                                                                     | Matrimonio y unión civil                                                                                                  | Noviembre de 2006  | 48% (721,489)   | 52% (775,498)   | No       |
| Colorado           | Colorado Enmienda constitucional 43 (2006)                                                 | Matrimonio | Noviembre de 2006  | 56% (768,700)   | 44% (612,155)   | Sí       |
| Idaho              | Enmienda 2                                                                                 | Matrimonio y unión civil                                                                                                  | Noviembre de 2006  | 63% (281,823)   | 37% (163,191)   | Sí       |
| Carolina del Sur   | Enmienda constitucional (2006)                                                             | Matrimonio y unión civil                                                                                                  | Noviembre de 2006  | 78% (818,894)   | 22% (230,674)   | Sí       |
| Dakota del Sur     | Enmienda constitucional C (2006)                                                           | Matrimonio y unión civil                                                                                                  | Noviembre de 2006  | 52% (172,237)   | 48% (160,756)   | Sí       |
| Tennessee          | Enmienda de protección del matrimonio                                                      | Matrimonio | Noviembre de 2006  | 81% (1,417,315) | 19% (326,335)   | Sí       |
| Virginia           | Enmienda constitucional 1 (2006)                                                           | Matrimonio y unión civil                                                                                                  | Noviembre de 2006  | 57% (1,325,668) | 43% (1,003,967) | Sí       |
| Wisconsin          | Referéndum 1 (2006)                                                                        | Matrimonio y unión civil                                                                                                  | Noviembre de 2006  | 59% (1,260,554) | 41% (861,554)   | Sí       |
| 2008:              |                                                                                            | |                    |                 |                 |          |
| Arizona            | Proposición 102                                                                            | Matrimonio | Noviembre de 2008  | 49%             | 42%             | Sí       |
| California         | Proposición 8 (2008)                                                                       | Matrimonio | Noviembre de 2008  | 52,5%           | 47,5%           | Sí       |
| Florida            | Enmienda constitucional 2                                                                  | Matrimonio y unión civil                                                                                                  | Noviembre de 2008  | 62,5%           | 37,5%           | Sí       |
| Arkansas           | Iniciativa de ley 1 (2004)                                                                 | Adopción | Noviembre de 2008  | 53%             | 47%             | Sí       |
| 2012:              |                                                                                            | |                    |                 |                 |          |
| Carolina del Norte | Referéndum (2012)                                                                          | Matrimonio y unión civil                                                                                                  | Julio de 2012      | 62%             | 38%             | Sí       |

Estados que aprobaron el matrimonio entre personas del mismo sexo en su Constitución
| Estado | Iniciativa           | Aprobación                                                         | Fecha             | A favor | En contra | Aprobada |
| ------ | -------------------- | ------------------------------------------------------------------ | ----------------- | ------- | --------- | -------- |
| 2020:  |                      |                                                                    |                   |         |           |          |
| Nevada | Proposición 2 (2020) | El matrimonio es la unión de dos personas sin distinción del sexo. | Noviembre de 2020 | 62%     | 38%       | Sí       |